# Lubra spinicornis
Lubra spinicornis är en insektsart som beskrevs av Walker. Lubra spinicornis ingår i släktet Lubra och familjen hornstritar. Inga underarter finns listade i Catalogue of Life.